# Eurioic
Eurioic en ecologia, del grec: eury- εὐρύς 'ample' + oik(o)- οἶκος 'casa', s'aplica a les espècies amb una àrea de distribució àmplia.
En el cas dels organismes, principalment vegetals, eurioic significa que, dins d'un determinat tipus de clima, poden viure en amplis marges de condicions del medi, com per exemple, sobre les roques, sobre l'humus, en diferents altituds, en sòls humits i secs etc.